# Уэллман, Уолтер
Уолтер Уэллман (англ. Walter E. Wellman; 3 ноября 1858, Ментор, Огайо — 31 января 1934, Нью-Йорк, Нью-Йорк) — американский журналист, исследователь и воздухоплаватель. В 1906, 1907 и 1909 году предпринимал попытки попасть на Северный полюс на дирижабле «Америка» .

## Биография
Родился в Менторе, штат Огайо, в 1858 году.
В 14 лет Уолтер основал еженедельную газету в Саттоне, штат Небраска. В возрасте 21 года Уолтер вернулся в Огайо, чтобы основать газету Cincinnati Evening Post, и женился на Лоре Макканн в Кантоне, штат Огайо. В 1884 году он стал политическим и вашингтонским корреспондентом Chicago Herald и Record-Herald.

## Исследования

### Шпицберген
В 1894 году Уэллман возглавил полярную экспедицию. Он зафрахтовал норвежский ледовый пароход «Рагнвальд Ярл» в Олесунне и собрал команду из 14 участников экспедиции, в основном из США и Норвегии. После легкого перехода к северу от Шпицбергена судно достигло пакового льда у острова Вальденойя . На санях и алюминиевых лодках экспедиция добралась до острова Мартенсёйя, откуда они намеревались продолжить путь к полюсу, когда судно «Ragnwald Jarl», стоявшее у острова Вальденейя, было раздавлено льдами и затонуло. Уэллман отказался от своих полярных амбиций и вместо этого исследовал северо-восток Шпицбергена, достигнув северной широты 81°. Затем исследовательская группа и команда судна отступили в Лагойю, где их подобрало норвежское промысловое судно «Бертин».

### Земля Франца-Иосифа
В 1898 году Уэллман предпринял ещё одну попытку покорить Северный полюс. Крупнейшим достижением экспедиции стало открытие острова Греэм-Белл. Уэллман назвал остров в честь Александра Греэма Белла, изобретателя и президента Национального географического общества, спонсировавшего экспедицию. Он также назвал множество заливов, островков и других географических объектов в честь выдающихся американских деятелей. Экспедиция вернулась домой 27 июля 1899 года на промысловом судне «Капелла».

## Дирижабли
31 декабря 1905 года Уэллман объявил, что попытается достичь Северного полюса на дирижабле. Его газета выделила средства в размере 250 000 долларов, на которые в Париже был построен дирижабль «Wellman Chicago Record-Herald». Летом 1906 года Уэллман основал штаб-квартиру экспедиции на острове Дейн, Шпицберген. В сентябре 1907 года Уэллман предпринял попытку полета к Северному полюсу. В 1909 году он предпринял вторую попытку, но технические неполадки вынудили его повернуть назад на 60 миль (100 км) к северу от Шпицбергена.

## Наследие
В 1902 году Уэллман написал книгу "A Tragedy of the Far North ". В 1911 году была опубликована книга Уэллмана «The Aerial Age: A Thousand Miles by Airship over the Atlantic Ocean». В 1916 году вышла The German Republic и в 1918 — «The Force Supreme».
Последние годы жизни Уэллман провел в Нью-Йорке, где и умер от рака печени в 1934 году. 29 сентября 1944 года на верфи Тодда в Хьюстоне, штат Техас, было построено судно типа «Либерти» «Уолтер Уэллман».